# Julio Caro Baroja

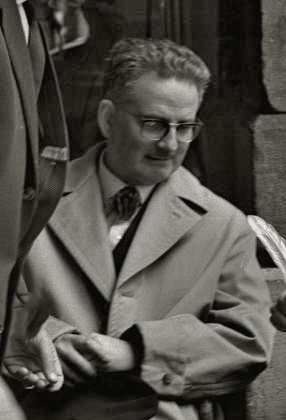
Julio Caro Baroja (1965)

Julio Caro Baroja (* 13. November 1914 in Madrid; † 18. August 1995 in Bera) war ein spanischer Anthropologe, Sozialhistoriker, Linguist und Essayist mit einem besonderen Interesse für das Baskenland. Sein zentrales Werk galt dem spanischen Hexenwesen.

## Leben
Julio war der älteste Sohn des Verlegers Rafael Caro Raggio, Gründer von Editorial Caro Raggio Madrid 1917. Seine Mutter war die spanische Autorin und Ethnologin Carmen Baroja. Sein Onkel war der Schriftsteller Pio Baroja, der sich in Bera um seine Erziehung kümmerte. Er studierte an der Universität Madrid, als der Spanische Bürgerkrieg ausbrach und ihn zur Rückkehr nach Bera zwang. Nach dem Krieg erwarb er den PhD in Alter Geschichte (Summa cum laude). Nach einer Assistenzzeit wurde er Direktor des Museo del Pueblo Español (1942–1953). 1947 wurde Baroja zum korrespondierenden Mitglied der Königlichen Akademie der Baskischen Sprache und der Real Academia de las Buenas Letras in Barcelona. 1951 erhielt er ein Stipendium von der Wenner-Gren Foundation for Anthropological Research für die USA. Er war ein Spezialist für die Baskische Sprache.
Von 1952 bis 1957 nahm er an einer offiziellen spanischen Erkundung in der Spanischen Sahara teil. Er erforschte für ein Jahr das afrikanische Lineage-System auf der Grundlage des Werkes von Evans-Pritchard an der Oase von El Ayoun. Seine Ergebnisse stimmten nicht mit dem herrschenden Funktionalismus von Malinowski überein.
Wegen seiner baskischen Herkunftsregion hatte er ein breites Interesse für Magie und Hexen und mit älteren Menschen gesprochen, die glaubten, sie könnten sich in Tiere verwandeln und fliegen. Sein Interesse wurde weiter geweckt durch den Inquisitor Pierre de Lancre. Im epochalen Buch Hexen in ihrer Welt (1961) verband er sehr innovativ Sozialgeschichte mit Anthropologie. In den Provinzen Biskaya und Guipúzcoa zeigte er die Verbindung von Hexenglauben und einer alten Gebirgsgottheit Mari. Neben dem Christentum bestehe in der Volksreligion eine ältere Götterwelt, zu der Hexen sich bekannt hätten. Ältere Heiligtümer in Höhlen, an entlegenen Plätzen würden umfunktioniert. Durch das Studium der Inquisitionsakten war er auch in der Lage, grundlegende Bücher über die spanischen Juden und den Karneval zu schreiben.
1952 ermöglichte ihm das British Council ein Anthropologiestudium an der Universität Oxford. Er lehrte auch Ethnologie an der Universität Coimbra in Portugal. 1961 wurde er der Studiendirektor für Sozial- und Wirtschaftsgeschichte an der École pratique des hautes études in Paris. 1983 bekam er den Prinzessin-von-Asturien-Preis, 1989 den Internationalen Menéndez-Pelayo-Preis. 1963 wurde er Mitglied der Königlichen Akademie für Geschichte und 1986 der Königlichen Akademie von Spanien.

## Schriften
- Los pueblos del norte de la península Ibérica (1943)
- Los pueblos de España (1946)
- Los vascos (1949), 1984 ISBN 978-84-7090-010-5
- Estudios Saharianos (1953), 2008 ISBN 978-84-96235-28-1
- Las brujas y su mundo, zuerst 1961, Madrid 2015 ISBN 978-84-206-9800-7 (weltweit übersetzt)
  - Hexen in ihrer Welt, Klett 1967
- Los judíos en la España moderna y contemporánea (3 Bde., 1961–1962), 1995 bis 2005 ISBN 978-84-7090-090-7 (Standardwerk zur jüdischen Geschichte in Spanien, Sephardim)
- El carnaval : análisis histórico-cultural, 1965
- Vidas mágicas e Inquisición (2 Bde.), 1967
- Historia del anticlericalismo español, 2008
- El señor inquisidor, y otras vidas por oficio (1968), Madrid 1997 ISBN 978-84-206-1114-3
  - Der Inquisitor, der Eroberer, der Herr : 3 Berufsbilder aus der spanischen Geschichte, Wagenbach, Berlin 1990

## Einzelbelege
1. ↑  Carmen Baroja Nessi : Auñamendi Entziklopedia. Euskomedia, abgerufen am 3. Januar 2014.
2. ↑  "Julio Caro Baroja: 1914-1995". E Museum at Minnesota State University, Mankato. Archived from the original on 2010-01-06.

| Personendaten    | Personendaten                       |
| ---------------- | ----------------------------------- |
| NAME             | Caro Baroja, Julio                  |
| ALTERNATIVNAMEN  | Baroja, Julio Caro                  |
| KURZBESCHREIBUNG | spanischer Historiker und Ethnologe |
| GEBURTSDATUM     | 13. November 1914                   |
| GEBURTSORT       | Madrid                              |
| STERBEDATUM      | 18. August 1995                     |
| STERBEORT        | Bera (Navarra)                      |